# Neoscona leucaspis
Neoscona leucaspis là một loài nhện trong họ Araneidae.
Loài này thuộc chi Neoscona. Neoscona leucaspis được Ehrenfried Schenkel-Haas miêu tả năm 1963.